# リエッテ・フレッデルス
リエッテ・フレッデルス（Riëtte Fledderus、女性、1977年10月18日 - ）は、オランダの元バレーボール選手。現役時代のポジションはセッター。元オランダ代表。

## 来歴
1995年、オランダ代表に初選出される。同年のヨーロッパ選手権で金メダルを獲得した。同年11月のワールドカップに出場した。1996年、アトランタ五輪に出場し、正セッターとして5位入賞を果たした。
世界選手権には1998年から3大会連続出場した。2007年のワールドグランプリで初優勝した。2008年に現役を引退した。

## 球歴
- オリンピック - 1996年
- 世界選手権 - 1998年、2002年、2006年
- ワールドカップ - 1995年
- 欧州選手権 - 1995年、1997年、1999年、2001年、2003年、2005年、2007年